# Чичилиано
Чичилиано (итал. Ciciliano) — коммуна в Италии, располагается в регионе Лацио, в провинции Рим.
Население составляет 1420 человек (2008 г.), плотность населения составляет 75 чел./км². Занимает площадь 19 км². Почтовый индекс — 20. Телефонный код — 0774.
Покровительницей коммуны почитается святая Либерата, празднование 18 августа.

## Демография
Динамика населения:

## Администрация коммуны
- Официальный сайт: https://web.archive.org/web/20060509065533/http://www.comunediciciliano.it/